# 東海テレビスーパーニュース
『FNN東海テレビスーパーニュース』（エフエヌエヌとうかいテレビスーパーニュース、ラテン文字表記：FNN東海テレビ Super NEWS）は、東海テレビが1998年3月30日から2015年3月28日まで生放送されていた夕方の東海3県向けワイドニュース･情報番組。協力：中日新聞。

## 番組概要
- 同局の番組表では、土曜日は『FNNスーパーニュースWEEKEND』、日曜日は『中日新聞テレビ日曜夕刊 FNN』で放送しているが、番組表では、土曜日は「FNN東海テレビスーパーニュース」、日曜日は「中日新聞テレビ日曜夕刊」としていた。

- 番組は、1998年3月30日に『FNN東海テレビザ・ヒューマン』に代わって放送を開始した。1998年度上半期は17時台の5分間が任意ネット扱いだったが、東海テレビでは自社制作に差し替えて放送を行った。

- 2001年10月1日、平日の放送開始時間を17:30に繰り上げ、17:54までは全国ニュースと東海地方のニュース・天気予報を織り交ぜた構成とした[注 2]。

- 2006年4月3日以降、在名民放で放送開始時間が最も遅くなった。その分を再放送（特選アニメ劇場・ヤングドラマセレクション）で放送する事により、他の在名民放局との差がとられていた。

- 2010年10月1日より、毎週金曜日のみジャーナリストの大谷昭宏がコメンテーターとして出演。

- 同年12月20日 - 12月24日までの5日間は「年末スペシャル」と題し、通常よりも時間枠を拡大して16:51から放送。長年にわたり報道特番などを除きネットされていない17時台のスーパーニュース（東京発）の同時ネット（ただし、17:40頃の文化芸能部の途中で飛び降り）を行なった。

- 2011年4月4日より、放送開始時間が16:51 - 19:00になり、同時にキャスター陣も変更された。フジテレビからのニュースも17時台前半（原則17:32頃までだが前後することもある）は同時ネットを行うようになった（17時台後半は全てローカル編成）。但し3月11日に発生した東日本大震災関連のニュースを中心に実際は翌週3月14日より時間枠を拡大して放送していた（3月28日の週は連日16:48開始だった）。同年10月31日からはモノステレオ放送を実施[注 1]。

- 2012年4月2日からは、放送開始時間が16:49と2分拡大となった。キー局のフジテレビも同日より16:50開始になったが、同時ネットは従来通り16:53からとなり実質17時台も飛び乗りとなっている。

- 天気予報で愛知県の主要市町村のピンポイント予報の際、他の在名局と異なり、名古屋に含まれることの多い一宮市（「一宮」と表記）を加えている。

- フジテレビが『スーパーニュース』の終了に伴い、当番組も放送終了し、『みんなのニュース』の開始に伴い、『みんなのニュース One』を放送開始した。

## 放送時間
| 期間      | 期間      | 放送時間（JST）        | 放送時間（JST）       | 放送時間（JST） |
| 期間      | 期間      | 月曜日 - 金曜日        | 土曜日                |                 |
| --------- | --------- | ---------------------- | --------------------- | --------------- |
| 1998.3.30 | 2000.4.1  | 17:55 - 19:00（65分）  | 18:00 - 18:30（30分） |                 |
| 2000.4.3  | 2001.3.31 | 17:54 - 19:00（66分）  | 18:00 - 18:30（30分） |                 |
| 2001.4.2  | 2001.9.29 | 17:54 - 19:00（66分）  | 17:30 - 18:00（30分） |                 |
| 2001.10.1 | 2011.4.2  | 17:30 - 19:00（90分）  | 17:30 - 18:00（30分） |                 |
| 2011.4.4  | 2012.3.31 | 16:51 - 19:00（129分） | 17:30 - 18:00（30分） |                 |
| 2012.4.2  | 2015.3.28 | 16:49 - 19:00（131分） | 17:30 - 18:00（30分） |                 |

## 出演者

### 平日版
メインキャスター
- 中村昌秀（2013年4月1日 - 、再登板）
- 浦口史帆（2011年4月4日 - ）

フィールドキャスター
- 福島智之（月曜・火曜・水曜[注 3]/2014年3月31日 - 、2012年度・2013年度はリポーター）
- 杉山真一（木曜・金曜/2014年7月3日 - ）

気象予報士
- 吉田ジョージ（2012年4月2日 - ）

スポーツキャスター
- 浅田舞（月曜 / 2013年1月7日 - ）

コメンテーター
- 大谷昭宏（金曜 / 2010年10月1日 - ）
- 八代英輝（隔週火曜）
- 武田邦彦（不定水曜）
- 吉岡忍（不定木曜）

リポーター
日替わりで出演
- 杉山真一
- 清水亜里沙（2013年4月5日 - ）
- 恒川英里（2012年9月5日 - ）
- 上山真未（2013年8月28日 - ）

### 土曜版
メインキャスター
- 杉山真一（2014年6月7日 - ）

### 過去の出演者
歴代メインキャスター・お天気キャスター（平日のみ）
| 期間      | 期間      | メイン   | メイン              | メイン            | 平日お天気   |
| 期間      | 期間      | 平日     | 平日                | 土曜              | 平日お天気   |
| 期間      | 期間      | 男性     | 女性                | 土曜              | 平日お天気   |
| --------- | --------- | -------- | ------------------- | ----------------- | ------------ |
| 1998.3.30 | 2001.3.31 | 高井一   | 松井美智子          | 磯野正典          | 宮村その美   |
| 2001.4.2  | 2001.6.30 | 高井一   | 松井美智子          | 朝山くみ          | 宮村その美   |
| 2001.7.2  | 2001.9.29 | 高井一   | 菊池恵子            | 朝山くみ          | 宮村その美   |
| 2001.10.1 | 2002.9.28 | 中村昌秀 | 菊池恵子 宮沢桃子   | 朝山くみ          | 原田健成     |
| 2002.9.30 | 2004.3.27 | 中村昌秀 | 宮沢桃子            | 朝山くみ          | 原田健成     |
| 2004.3.29 | 2006.4.1  | 中村昌秀 | 宮沢桃子            | 稲葉寿美          | 原田健成     |
| 2006.4.3  | 2007.3.31 | 中村昌秀 | 宮沢桃子            | 今井由実子        | 原田健成     |
| 2007.4.2  | 2008.3.29 | 中村昌秀 | 宮沢桃子            | 武藤祐子 三浦茉莉 | 原田健成     |
| 2008.3.31 | 2009.3.28 | 中村昌秀 | 清水美紀            | 宮沢桃子 三浦茉莉 | 原田健成     |
| 2009.3.30 | 2009.9.26 | 中村昌秀 | 清水美紀            | 宮沢桃子 三浦茉莉 | 永井友理     |
| 2009.9.28 | 2010.3.27 | 中村昌秀 | 清水美紀            | 藤本晶子          | 永井友理     |
| 2010.3.29 | 2011.4.2  | 中村昌秀 | 藤本晶子            | 関根和歌香        | 菊池真以     |
| 2011.4.4  | 2012.3.31 | 庄野俊哉 | 関根和歌香 浦口史帆 | 宮沢桃子          | 菊池真以     |
| 2012.4.2  | 2013.3.30 | 庄野俊哉 | 関根和歌香 浦口史帆 | 宮沢桃子          | 吉田ジョージ |
| 2013.4.1  | 2014.5.31 | 中村昌秀 | 浦口史帆            | 勅使河原由佳子    | 吉田ジョージ |
| 2014.6.2  | 2015.3.28 | 中村昌秀 | 浦口史帆            | 杉山真一          | 吉田ジョージ |

#### 備考
- メインキャスターはいずれも当時の者を含め東海テレビアナウンサー（ただし、中村は2013年4月以降報道局解説委員として出演）、お天気キャスターは原田、永井はウェザーニューズ、菊池はウイング、吉田はオフィスキイワード所属。

- 土曜日のキャスターはいずれも『中日新聞テレビ日曜夕刊』を兼任。なお、2人表記の場合は隔週交代で担当。

- 宮沢は2004年8月にキー局で地元のフジテレビに出張して安藤優子の代役をする形で全国版のメインキャスターを務めたが、その期間の17時台に関しては東海テレビはネットしなかった。

- 高井・磯野は『イブニングニュース600』（1984年 - ）時代から高井は2001年に勇退後、2018年に『ニュースOne』（ - 2022年4月1日）を担当した。松井は『FNN東海テレビスーパータイム』（1990年 - ）から担当していた。2022年4月4日に『NEWS ONE』で再登板。

- 宮村の正式な担当開始期間については不明。

- 清水は2009年9月21日 - 9月25日に長野翼の代役として全国版のキャスターを務めたが、その期間の17時台に関しては東海テレビはネットしなかった。

- 2010年7月12日より、気象予報士の菊池も中村・藤本とオープニングから登場し、気象関係のニュース原稿読みも担当。

### フィールドキャスター
- 関根和歌香（2013年4月4日 - 9月、2011・2012年度はメインキャスター）
- 岡田考平（2013年4月1日 - 2014年6月27日、2013年度は平日、2014年度（3月31日 - 6月27日）は水曜 - 金曜）

## 歴代オープニング

### 1998年度
- コバルトブルーの背景から放送開始当時の当番組のロゴ「東海テレビスーパーニュース（SUPER NEWS）」が浮かび上がって来て番組の始まりを告げる。ところが、この年度の下半期を迎えると初期の番組オープニング用のBGMの使用音源キーが変更させられては番組名のオープニングの流れはそれほど変更は無いものの、番組名表示の背景が金色に差し替えられた様子に時期シフトを果たしてた。

### 1999年度
- この当時FNN各局は1998年度のオープニングCG（ロゴ・「FNNスーパーニュース」）に1999年度のテーマ曲を被せる場合がほとんどだったが、1999年度当初にフジテレビの「FNNスーパーニュース」で5:25で使用されていたオープニングCGを、東海テレビでの放送に合うように一部改良して使用していたと言われている。

### 2000年度 - 2008年度
平日17:30
- ニュース映像を背景に、橙色のリングが一つずつ右下に集まり「東海テレビスーパーニュース」のロゴが現れるCG（ハイビジョン制作）
- 音楽は「FNNスーパーニュース」と同一
- タイトルロゴが現れるあたりで、左下には「協力:中日新聞」のテロップを表示。

平日17:54
- 一見すると全国各地で使用されているフジテレビ製作の全国ニュース用オープニングと同じものだが、東海テレビではフジテレビと同じCGを16:9に対応させて独自制作しているため、端までCGが途切れないという特徴（2010年3月26日までのフジテレビを含めた系列局のものは4:3で制作されたために地上デジタル放送では端でCGが切れてしまっていた。2010年4月のCGの刷新によりようやく解消した）がある。
- 上記の通り、ハイビジョン制作で「東海テレビスーパーニュース FNN」とロゴが変更されている以外は音楽なども含め「FNNスーパーニュース」と差異はない。
- ここでも、タイトルロゴが現れるあたりで左下に「協力：中日新聞」のテロップを表示。
- ヘッドラインは東海テレビ発の2項目に差し替え（1項目目は全国の、2項目目は東海地方の内容。全国では3項目があるが当番組では3項目目はない）。項目ごとに効果音が入る。テロップは独自製作のもので全国版とはまったく違うデザインであったが、2008年度より全国版準拠となっている。

土曜日17:30
- 2008年3月29日までは平日17:30とほぼ同一であるが、背景は水面のような水色のCGに過去のニュース映像の一部が切り取られたものがいくつも現れ橙色のリングと共に右下に集まり、背景も橙色に変わり「FNNスーパーニュースWEEKEND」の水色のロゴ（フジテレビのタイトルロゴに「FNN」の文字を抜いたもの）が現れる（それまではCGの背景と水色のロゴに「FNN東海テレビスーパーニュースWEEKEND」であった）。
- 「FNNスーパーニュースWEEKEND」では、一世代前の「FNNスーパーニュース」のテーマ曲（『LANDING TIMEMACHINE』浅倉大介作曲）が使用されているが、東海テレビではオープニングに限り現行の「FNNスーパーニュース」（平日版）のテーマ曲に差し替えられていた（CM前とエンディングでは一世代前の「FNNスーパーニュース」のテーマ曲の一部を流していた）。ちなみに週末のこの時間のテーマ曲を差し替えているFNN系列局は他に例がなかったが、その後テレビ愛媛も差し替えを実施した。
- 2008年4月5日からは『FNNスピーク』同様にオープニングを簡略化した関係からか、フジテレビと同一のオープニングに変更された（これによりテーマ曲は一世代前の「FNNスーパーニュース」のテーマ曲に統一された格好になった）。また、「FNNスーパーニュースWEEKEND」と特にタイトルロゴを改題せず（タイトルロゴに「東海テレビ」がない）右上に表示される。（現在は）「協力：中日新聞」のクレジットもその左側に表示される。
- 日曜日の場合は、タイトルロゴが「中日新聞テレビ日曜夕刊 FNN」になっている。2008年4月6日からはオープニングを簡略化した際、こちらは「FNNスーパーニュースWEEKEND」のタイトルロゴの部分に「中日新聞テレビ日曜夕刊 FNN」とかぶせるように差し替えている。 しかしローカルニュースのテロップでは土曜日と同じく「FNNスーパーニュースWEEKEND」のロゴを表示している。

### 2009年度 - 2010年度
平日17:30
- ニュース映像を背景に、右下に「スーパーニュース」のロゴ、左下にニュース映像のテロップが現れる（フジテレビ準拠）。2009年途中より廃止され、放送開始とともにフジテレビ関東ローカルニュース映像orローカルニュース映像orスタジオ映像でのオープニングとなっていたが、2010年7月12日の一部リニューアルより復活した。
- 音楽は、関東ローカル「スーパーニュース」と同一
- スタジオが映ると、右上に「協力:中日新聞」のテロップを表示。

平日17:54
- 2008年度同様のため、割愛。
- 2010年度のみ：構成は変わらないものの、CG・BGMを変更。こちらもタイトル表記が「東海テレビスーパーニュース FNN」になっている。

土曜日17:30
- 2008年度とほぼ同一で「FNNスーパーニュースWEEKEND」と特にタイトルロゴを改題せず（タイトルロゴに「東海テレビ」がない。）右上に表示される。「協力：中日新聞」のクレジット表示あり。
- 2009年度でもフジテレビと同一の現行のテーマ曲を使用している。
- 日曜日の場合は、2009年度も引き続きタイトルロゴが「中日新聞テレビ日曜夕刊 FNN」になっている。こちらは「FNNスーパーニュースWEEKEND」のタイトルロゴの部分に「中日新聞テレビ日曜夕刊 FNN」とかぶせるように差し替えている。（かぶせるスピードが遅いため、一瞬FNNスーパーニュースWEEKENDと見えることがある。） しかしローカルニュースのテロップでは土曜日と同じく「FNNスーパーニュースWEEKEND」のロゴを表示している。（人物紹介・予告テロップ・音楽も同じ。）

### 2011年度
平日16:51
- スタジオを背景に左下に「東海テレビスーパーニュース」のロゴが現れるCG。

平日17:54
- 他のFNN系列でも使用されているCGフォーマットを使用し、右上に「東海テレビスーパーニュース FNN」のロゴを出す。
- 「協力:中日新聞」のテロップは表示されなくなった。

### 2012年度
平日16:49
- ニュース映像を背景に、右上に「東海テレビスーパーニュース」のロゴを出す。
- フジに飛び乗る際は他のFNN系列でも使用されているCGフォーマットを使用していた。

平日17:54
- 他のFNN系列でも使用されているCGフォーマットを使用し、右上に「東海テレビスーパーニュース FNN」のロゴを出す。

### 2013年度 - 2014年度
平日16:49
- スタジオorニュース映像を背景に、右上に「東海テレビSuper NEWS」のロゴを出す。

平日17:54
- タイトル表記が「FNN東海テレビ」「Super」「NEWS」のCGを使用。

## 最終回まで放送されたコーナー
- 記者は見た

記者が、多くのところを取材する。
- THE大谷主義（オオタニズム）（金曜日18時台）

ジャーナリストの大谷昭宏が報道に関する話題を分かりやすく伝える。
- マチかど調査隊
- ジョージの天気上々!

気象予報士の吉田ジョージが気象に関する旬の話題を伝える。
- きょうイチ

最初のニュースを「きょうイチ」とつけて伝える。
- 舞スポーツ（月曜日18時台）

浅田舞によるスポーツ情報。
- NEWS FLASH
- まるごとTODAY（17時台）

「ストレートニュース」の後継コーナー。
- ニュースのはてな?

ニュースのさまざまな疑問について解説する。

## 過去に番組内で放送されていたコーナー
- ハッキン（発見金曜日）
- 4コマNews
- ウラなう。

浦口アナが役立つ情報をお届けする。
- マイの季節カン（月曜日 - 木曜日）

気象予報士の菊池真以が気象に関する旬の話題を伝える。
- 1トク（水曜日または木曜日）

最新アイテムなどを伝える。
- きにナール!（17時台）
- ニュースPick up
- ストレートニュース

ヘッドラインニュースを5本程度伝える。
- スーパー特報

ドキュメンタリー特報やニュース特報、密着取材などさまざまなジャンルの話題を伝える。‌‌